# Bodies (mini-série)
Pour les articles homonymes, voir Bodies.
Production
Diffusion
Bodies est une mini-série policière britannique en 8 épisodes en 59-61 minutes, créée par Paul Tomalin et diffusée depuis le 19 octobre 2023 sur Netflix. Il s'agit de l'adaptation du roman graphique du même titre écrit par Si Spencer, illustré par Dean Ormston, Tula Lotay, Meghan Hetrick et Phil Winslade (DC Comics, 2014).

## Synopsis
À Londres, un cadavre, entièrement dénudé, avec son œil percé, est découvert dans une rue malfamée par quatre inspecteurs de différents siècles, soit en 1890, en 1941, en 2023 et en 2053. Ces derniers, menant cette mystérieuse enquête, vont devoir s'unir à travers le temps pour résoudre l'affaire, éviter un cataclysme et l'avènement d'un régime autocratique sectaire.

## Distribution

### Acteurs principaux
- Amaka Okafor (VF : Esthèle Dumand) : le sergent-détective Shahara Hasan
- Kyle Soller (VF : Anatole de Bodinat) :  l'inspecteur-détective Alfred Hillinghead
- Stephen Graham (VF : Sylvain Agaësse) : Elias Mannix / Sir Julian Harker
  - Gabriel Howell (VF : Aurélien Raynal) : Elias Mannix, jeune
- Shira Haas (VF : Adeline Chetail) : l'inspecteur-chef Iris Maplewood
- Jacob Fortune-Lloyd (VF : Marc Arnaud) : le sergent-détective Charles Whiteman / Karl Weissman
- Tom Mothersdale (VF : Antoine Schoumsky) : le corps dénudé / Gabriel Defoe
- Synnøve Karlsen (VF : Anaïs Delva) : Polly Hillinghead, jeune
  - Greta Scacchi (VF : Marie-Madeleine Burguet-Le Doze) : la femme / Polly Hillinghead, âgée
- Michael Jibson (en) (VF : Sébastien Desjours) : l'inspecteur-chef Jack Barber

 Source et légende : version française (VF) sur RS Doublage

### Acteurs secondaires

#### 1890
- George Parker (VF : Gauthier Battoue) : Henry Ashe, journaliste
- Anna Calder-Marshall (en) : Dame Agatha Harker, mère de Julian Harker
- Amy Manson (VF : Marie Tirmont) : Charlotte Hillinghead, épouse d'Alfred et mère de Polly

#### 1941
- Derek Riddell (VF : Constantin Pappas) : l'inspecteur-chef Calloway
- Max Lohan : Mullins, jeune
- Nicholas Farrell : l'inspecteur-chef Paxman
- Chloe Raphael : Esther Jankovsky
- Emily Barber (en) : Kathleen

#### 2023
- Alexandra Roach : Maggie
- Mark Lewis Jones (VF : Patrick Bonnel) : Andrew Morley, père adoptif d'Elias Mannix
- Kate Ashfield : Elaine Morley, mère adoptive d'Elias Mannix
- Natalie Gavin (en) : Sarah Mannix, mère biologique d'Elias Mannix
- Kae Alexander (en) : Bothroyd
- Nitin Ganatra (VF : Asil Rais) : Ishmael Hasan, père de Shahara
- Oscar Coleman : Jawad Hasan, fils de Shahara

#### 2053
- Edwin Thomas (en) (VF : Jim Redler) : Alby, demi-frère d'Iris Maplewood

## Production

### Genèse et développement
Le roman graphique Bodies est publié en 2014, par DC Comics. En février 2022, le Britannique Paul Tomalin (en) est annoncé comme créateur et producteur délégué de la série adaptée. Danusia Samal est annoncé à l'écriture.

### Attribution des rôles
En juillet 2022, Shira Haas, Stephen Graham, Jacob Fortune-Lloyd, Kyle Soller ou encore Amaka Okafor sont annoncés.

### Tournage

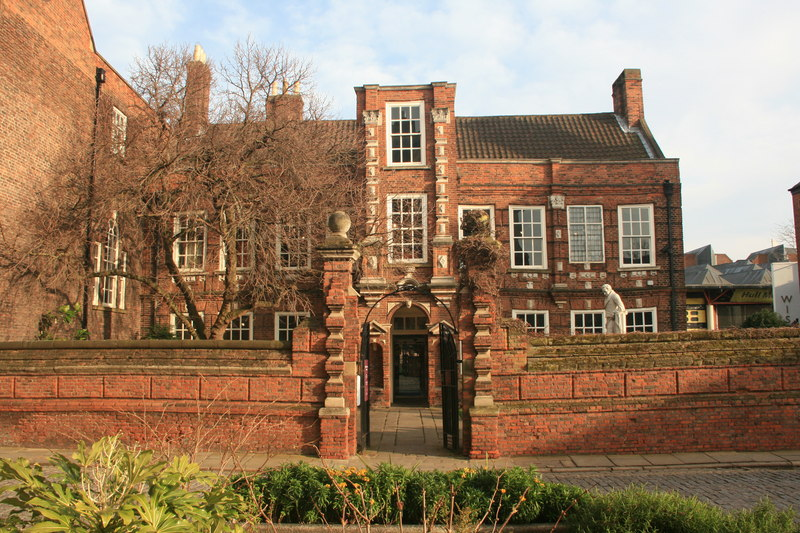
La Wilberforce House, à Kingston upon Hull.

Le tournage commence le 16 mai 2022. Il se déroule en Angleterre dans de différents comtés : le Yorkshire du Sud (Rotherham pour la Wentworth Woodhouse et Sheffield pour Park Hill), Yorkshire de l'Ouest (Bradford pour Little Germany et Leeds pour l'université), Yorkshire de l'Est (Kingston upon Hull pour la Wilberforce House (en), demeure des Harker), Yorkshire du Nord (York), Lincolnshire (Grimsby), Grand Manchester (Bolton),,,.

### Fiche technique
Sauf indication contraire, les informations mentionnées dans cette section peuvent être confirmées par la base de données cinématographiques IMDb,  présente dans la section « Liens externes ».
- Titre original et français : Bodies
- Création : Paul Tomalin (en)
- Réalisation : Marco Kreuzpaintner et Haolu Wang
- Scénario : Danusia Samal et Paul Tomalin, d'après le roman graphique Bodies de Si Spencer
- Musique : Jon Opstad
- Direction artistique : Charlie Fowler
- Décors : Richard Bullock
- Costumes : Rachel Walsh
- Photographie : Joel Devlin et Paul Morris
- Montage : Johannes Hubrich, Bobby Good, Robbie Morrison et Matthew Tabern
- Casting : Shannon Dowling-McNulty et Amy Hubbard
- Production : Susie Liggat et Sophie MacClancy
- Production exécutive : Will Gould, Marco Kreuzpaintner, Frith Tiplady et Paul Tomalin
- Coproduction : Emma Parsons
- Société de production : Moonage Pictures
- Société de distribution : Netflix (monde)
- Pays de production :  Royaume-Uni
- Langue originale : anglais
- Format : couleur – 16/9 – son Dolby Digital
- Genre : drame, historique, policier, science-fiction
- Nombre de saison : 1
- Nombre d'épisode : 8
- Durée : 59-61 minutes
- Date de première diffusion : 19 octobre 2023 sur Netflix